# Vykoupený (opera)
Vykoupený (v německém originále Erlöst) je opera o jednom dějství českoněmeckého továrníka a skladatele Maxe (von) Oberleithnera na vlastní libreto. Poprvé byla uvedena 13. března 1899 v Městském divadle v Düsseldorfu.

## Vznik a historie díla
Dr. jur. Max šl. von Oberleithner byl syn šumperského továrníka Karla von Oberleithnera; vystudoval ve Vídni práva, ale byl stejně jako jeho otec hudebně založen a učil se kompozici, mimo jiné jako soukromý žák Antona Brucknera. Chtěl se věnovat hudbě a působil jako divadelní kapelník v Teplicích v sezóně 1895/96 a v Düsseldorfu v sezóně 1896/97. Pak se musel vrátit do Rakouska, aby převzal vedení rodinného podniku (Karl von Oberleithner zemřel roku 1898), avšak nadále komponoval. Jeho první opera, jednoaktovka na vlastní libreto Vykoupený, byla uvedena 13. března 1899 v jeho někdejším düsseldorfském působišti.
Opera Vykoupený byla uvedena jako součást benefice stávajícího düsseldorfského kapelníka Josepha Göllricha a ukončovala večer, který dále zahrnoval pastorální aktovku Die Maienkönigin, kterou z díla Ch. W. Glucka sestavil Johann Nepomuk Fuchs, a Mascagniho osvědčeného Sedláka kavalíra. Podle tisku dirigent Oberleithnerovu dramatickou prvotinu nastudoval se zvláštní péčí a přijetí bylo „velmi přátelské“, avšak premiéra byla poznamenán tím, že za původního představitele Lorenza musel zaskakovat jiný pěvec, který zpíval s klavírním výtahem v ruce.
Kolínský deník Kölnische Zeitung připomenul, že se Oberleithner ve městě již dříve představil samostatnou předehrou a orchestrální suitou a tvrdil: „I jeho opera je skvostně instrumentována, avšak melodická a tematická nápaditost není na stejné výši jako virtuózní orchestrální technika, která všude prokazuje vliv Wagnera. Základní tón děje je temně naladěná dušemalba. […] Hudba vesměs odpovídá rychle pulzujícímu ději a ukazuje zejména v lyrických spočinutích místa vynikající krásy.“ Text opery však představil ironicky a upozornil na některé nesrovnalosti a klišé. (Zmiňovaný wagnerovský vliv se odráží i v tom, že Oberleithner dal své první opeře žánrový název „Vorgang in 1 Aufzug“, tj. „děj v 1 jednání“.) Berlínský list Berliner Tageblatt unds Handels-Zeitung mínil: „Básník-skladatel je významný talent, i když zejména po básnické stránce dosud nedokvašený.“ Oberleithner prý „píše velmi náladově a jeho hudba je jemnocitná […], aniž by upadla do sentimentality“; i tento deník vyzdvihuje lyrické momenty (zejména Enricovu zpověď novicmistrovi) a charakterizaci osob a duševních stavů, avšak postrádá dramatickou sílu.
Kölnische Zeitung končil svou vcelku příznivou recenzi pravdivým konstatováním, že „[r]epertoárový kus se z této opery přesto nestane,“ uvedení Vykoupeného však bylo předstupněm k provedení první Oberleithnerovy celovečerní opery Ghitana o málo později. Podle Evy Hudcové se tato opera hrála i v jiných městech, její hudba se však nedochovala.

## Osoby a první obsazení
| osoba                     | hlasový obor | premiéra (13. března 1899) |
| ------------------------- | ------------ | -------------------------- |
| Enrico, novic v klášteře  | tenor        | Otto Schroeter (Schröter)  |
| Lorenzo, jeho bratr       | baryton      | Josef Cianda               |
| Novicmistr                | bas          | Franz Roha                 |
| Anita                     | soprán       | Meta Eva Renner            |
| Dirigent: Joseph Göllrich |              |                            |

## Děj opery
Enrico a Lorenzo jsou bratři. Před mnoha lety jejich matka přijala do rodiny opuštěné nemocné děvče, Anitu, do které se oba bratři zamilovali. Anita laškovala s oběma, nakonec však dala přednost Lorenzovi a zasnoubila se s ním. Enrica z toho popadla těžkomyslnost a odešel, aniž rodině řekl kam. Když ho bratr zoufale sháněl, začala žárlící Anita pochybovat o Lorenzově lásce a sama uprchla. Lorenzo se stal malířem, avšak stále na Anitu nezapomněl.
Enrico se uchýlil do kláštera, kde je novicem a nyní se novicmistrovi zpovídá z celé příhody. Zde ho konečně nalezne bratr a přichází s prosbou: jejich matka zemřela a na smrtelné posteli, jako své poslední přání, poslala Lorenza za Enricem, který prý bude umět Lorenza s Anitou usmířit. Ač je to pro Enrica utrpením, slíbí bratrovi vyhovět. Přichází Anita a je ráda, že Enrica znovu vidí; neposlouchá však jeho námluvy Lorenzovým jménem pozorně a připomíná mu krásné chvíle, které spolu zažili. Enrica to rozohní a náruživě ji obejme. Anita se děsí a volá o pomoc. Enrico si uvědomí svou bezvýchodnou situaci a vrhne se do potoka. Za chvíli, když už je Lorenzo zpět, přinášejí smrtelně zraněného Enrica na nosítkách. Ten spojí ruce bratra a Anity a požehná jim, čímž naplňuje matčinu prosbu, načež umírá „vykoupený“.